# アレハンドロ・ベドヤ
アレハンドロ・ベドヤ（Alejandro Bedoya、1987年4月29日 - ）は、アメリカ合衆国ニュージャージー州・イングルウッド出身のプロサッカー選手。サッカーアメリカ合衆国代表。フィラデルフィア・ユニオン所属。ポジションはMF。

## 経歴

### 初期
祖父と父は共にコロンビアのサッカー選手というサッカー一家に生まれた。幼少期にフロリダ州ブロワード郡のウェストンに引っ越し、ウェストンの少年クラブでプレーを始めた。高校卒業後はファーレイ・ディッキンソン大学に進学し、3年次にボストンカレッジに編入。

### クラブ
大学卒業後は国内クラブを経由せず海外に渡る決断をした。2008年末、スウェーデンのエーレブルーSKとプロ契約を結び、翌年1月より正式に入団した。入団してすぐに4-3-3のセンタハーフのレギュラーを獲得。2011年2月にはプレミアリーグのバーミンガム・シティFCからトライアルのオファーがあったが、結局契約には至らなかった。
2011年7月21日、デンマークのラナースFCに移籍。当初の予定ではアルスヴェンスカン終了後に合流する予定だったが、両クラブの話し合いにより8月17日に前倒しされた。
2012年8月10日、スウェーデンのヘルシンボリIFに移籍。UEFAヨーロッパリーグでの活躍を受け複数のクラブが獲得に動いたが、最終的に夏までの残留を選んだ。
2013年8月7日、リーグ・アンに昇格したFCナントに移籍。
2016年8月3日、移籍金100万ドルでフィラデルフィア・ユニオンに移籍。

### 代表
2008年の北京五輪では予選に出場していたが、本戦登録メンバーからは外れた。
2009年12月22日、フル代表初招集。カリフォルニア州カーソンで実施された代表キャンプに参加した。年をまたいだ1月23日、ホンジュラス代表とのフレンドリーマッチに途中出場し初キャップ。2010 FIFAワールドカップでは初期登録の30人には選ばれたが、最終登録メンバー23人には入れなかった。2011 CONCACAFゴールドカップでは負傷したベニー・ファイルハーバーに代わって追加登録された。
2013年7月5日のグアテマラ戦で代表初ゴール。2013 CONCACAFゴールドカップでは主力選手として6年ぶりの優勝に貢献。2014 FIFAワールドカップでは全4試合に出場した。

## 代表歴

### 出場大会
- アメリカ代表
  - 2014 FIFAワールドカップ

### 試合数
- 国際Aマッチ 66試合 2得点（2010年-2017年）[20]

| アメリカ代表 | 国際Aマッチ | 国際Aマッチ |
| 年           | 出場        | 得点        |
| ------------ | ----------- | ----------- |
| 2010         | 6           | 0           |
| 2011         | 7           | 0           |
| 2012         | 0           | 0           |
| 2013         | 12          | 1           |
| 2014         | 12          | 1           |
| 2015         | 7           | 0           |
| 2016         | 11          | 0           |
| 2017         | 11          | 0           |
| 通算         | 66          | 2           |

### 得点
2017年7月15日現在 
| No | 開催日       | 開催地       | 対戦国     | スコア | 最終結果 | 試合概要 | ref    |
| -- | ------------ | ------------ | ---------- | ------ | -------- | -------- | ------ |
| 1. | 2013年7月5日 | サンディエゴ | グアテマラ | 6–0    | 6–0      | 親善試合 | [ 21 ] |
| 2. | 2014年9月3日 | プラハ       | チェコ     | 1–0    | 1–0      | 親善試合 | [ 22 ] |

## タイトル
アメリカ合衆国代表
- CONCACAFゴールドカップ: 2013, 2017